# Zahntrost-Kapselspanner
Der Zahntrost-Kapselspanner (Perizoma bifaciata) ist ein Schmetterling (Nachtfalter) aus der Familie der Spanner (Geometridae).

## Merkmale

### Falter
Die Falter erreichen eine Flügelspannweite von 16 bis 26 Millimetern. Farblich unterscheiden sich die Geschlechter nicht. Die Grundfarbe der Vorderflügeloberseite ist braungrau bis rötlich braun. Das Mittelfeld hebt sich schwarzbraun ab und wird deutlich von schmalen weißen Querlinien begrenzt, von denen die äußere gezackt ist. Die weißliche Wellenlinie ist meist undeutlich. Ein kleiner Bereich nahe dem Apex hebt sich hellgrau hervor und enthält eine kurze schwarze Teilungslinie. Die Hinterflügeloberseite ist weißgrau gefärbt.

### Raupe
Ausgewachsene Raupen sind gedrungen und kurz beborstet. Sie haben eine grünliche oder bräunliche Farbe und zeigen feine graue Rücken- und Nebenrückenlinien, die in den Segmenteinschnitten zu kleinen dunkelgrauen Flecken erweitert sind. Der breite weiße Seitenstreifen ist dunkel gesäumt. Die Stigmen sind schwarz.

## Verbreitung und Vorkommen
Das Verbreitungsgebiet des Zahntrost-Kapselspanners erstreckt sich von der Iberischen Halbinsel durch ganz Europa einschließlich der Britischen Inseln und weiter östlich bis zum Ural und nach Kasachstan. Die Art wurde auch in Marokko nachgewiesen. Der Zahntrost-Kapselspanner besiedelt bevorzugt sonnige Hänge, Waldränder, Auwälder, Magerrasenflächen sowie Ödländereien. In den Alpen steigt er bis auf etwa 2400 Meter.

## Lebensweise
Der Zahntrost-Kapselspanner bildet in den meisten Vorkommensgebieten eine Generation im Jahr, deren Falter schwerpunktmäßig von Ende Juli bis Ende August anzutreffen sind. In südlichen Regionen wurden Exemplare noch im September oder Oktober gefunden, die einer zweiten Generation entstammen. Die Falter fliegen erst bei völliger Dunkelheit und besuchen sehr spät in der Nacht und unregelmäßig zuweilen auch künstliche Lichtquellen.  Hauptnahrung der Raupen sind die Blüten und Früchte des Roten (Odontites vulgaris) sowie des Gelben Zahntrost (Odontites luteus). Zuweilen sind sie auch an Gemeinem Augentrost (Euphrasia officinalis rostkoviana) zu finden. Die Jungraupen halten sich verborgen in den Fruchtkapseln auf, erwachsen leben sie frei an den Fruchtständen der Nahrungspflanze. Die Art überwintert als Puppe und überliegt meist mehrmals.